# El Boulevard (centro comercial)
El Boulevard es un maxicentro comercial situado en la ciudad de Vitoria (Álava) en el norte de España.
Está asentado en el barrio de Zaramaga. Fundado el 4 de noviembre de 2003, creciendo día a día como punto de reunión y de referencia para todos los vitorianos. 
Desarrollan mensualmente actividades y eventos que fomentan la vida cultural y local, y convirtiéndose así en algo más que en un Centro Comercial.
Cuentan con 3.500 plazas de garaje y tres plantas en las que conviven la mejor oferta comercial de moda, ocio y restauración. Cuentan con eventos exclusivos, diversión familiar y actividades.

## Comercios
Restaurantes
- Artepan
- Burguer King
- Charlotte
- Chops
- DonGa
- Foodoo
- Foster's Hollywood
- Cervecería Gambrinus
- Gino's Ristorante
- Kalezar
- KFC - Kenchucky Fried Chicken
- Krunch
- La Tagliatella
- Llao llao
- Loops&Coofee
- New Instambul
- Pizza Hut

Tiendas
Cuentan con una gran cantidad de tiendas de moda, tanto para hombre, mujer como infantil. Tiendas de servicios, perfumerías, maquillaje, alimentación, para el hogar, calzado, deporte, complementos y accesorios. 
Así mismo, también cuentan con otro tipo de establecimientos como son peluquerías, de telefonía, belleza, tecnología, jugueterías o fotografía.